# Turn! Turn! Turn! (album)
| Recensione                        | Giudizio        |
| --------------------------------- | --------------- |
| AllMusic                          | [ 1 ]           |
| The New Rolling Stone Album Guide | [ 2 ]           |
| Sputnikmusic                      | 3.8 (Excellent) |
| Piero Scaruffi                    | 6/10            |
| Ondarock                          | [ 5 ]           |
| Dizionario del Pop-Rock           | [ 6 ]           |
| 24.000 dischi                     | [ 7 ]           |

Turn! Turn! Turn! è il secondo album del gruppo folk rock statunitense The Byrds, fu pubblicato dalla casa discografica Columbia Records nel dicembre del 1965.
Dall'album furono estratti tre singoli: Turn! Turn! Turn!, It Won't Be Wrong, Set You Free This Time.

## Descrizione
Come il suo predecessore, Mr. Tambourine Man, l'album è incentrato sul genere folk rock e prosegue il mix di successo della band di armonie vocali e suoni cristallini di chitarra jingle-jangle. Il singolo principale estratto dal disco e title track dell'album, Turn! Turn! Turn!, un brano composto da Pete Seeger con un testo tratto dai versetti contenuti in Ecclesiaste 3,1-8 (versione Bibbia di Re Giacomo), era stato in precedenza arrangiato in chiave folk pop da Jim McGuinn per la cantante folk Judy Collins, ma l'arrangiamento da lui utilizzato con i Byrds ricorre al medesimo stile folk-rock dei precedenti singoli della band.
L'album raggiunse la posizione numero 17 della classifica Billboard Top LPs negli Stati Uniti e la numero 11 nel Regno Unito. Il singolo Turn! Turn! Turn!/She Don't Care About Time precedette l'album di due mesi e raggiunse la vetta della Billboard Hot 100. L'altro singolo estratto dall'album, Set You Free This Time, ebbe meno successo e fallì l'entrata nella top 50 in America.
In Turn! Turn! Turn!, aumentano i contributi compositivi di McGuinn e David Crosby riceve il primo credito autoriale su un disco dei Byrds, ma l'autore più prolifico del gruppo continua ad essere Gene Clark. L'album include due cover di brani scritti da Bob Dylan: The Times They Are a-Changin' e Lay Down Your Weary Tune (all'epoca ancora inedito).

## Tracce

### Edizione originale in vinile
Lato A
1. Turn! Turn! Turn! (To Everything There is a Season) – 3:34 (Testo tratto dall'Ecclesiaste; adattamento e musica di Pete Seeger) – Registrato il 10 settembre 1965
2. It Won't Be Wrong – 1:58 (Jim McGuinn, Harvey Gerst) – Registrato il 18 settembre 1965
3. Set You Free This Time – 2:49 (Gene Clark) – Registrato il 16 settembre 1965
4. Lay Down Your Weary Tune – 3:30 (Bob Dylan) – Registrato il 22 ottobre 1965
5. He Was a Friend of Mine – 2:30 (Tradizionale con testi aggiunti di Jim McGuinn) – Registrato il 1º novembre 1965

Lato B
1. The World Turns All Around Her – 2:12 (Gene Clark) – Registrato il 23 agosto 1965
2. Satisfied Mind – 2:21 (Red Hayes, Jack Rhodes) – Registrato il 17 settembre 1965
3. If You're Gone – 2:45 (Gene Clark) – Registrato il 20 ottobre 1965
4. The Times They Are A-Changin' – 2:17 (Bob Dylan) – Registrato il 1º settembre 1965
5. Wait and See – 2:19 (Jim McGuinn, David Crosby) – Registrato il 1º ottobre 1965
6. Oh! Susannah – 3:00 (Stephen Foster; arrangiamento di Jim McGuinn) – Registrato il 4 ottobre 1965

Edizione CD del 1996, pubblicato dalla Columbia/Legacy Records (CK 64846)
1. Turn! Turn! Turn! (To Everything There is a Season) – 3:49 (Testo tratto dall'Ecclesiaste; adattamento e musica di Pete Seeger)
2. It Won't Be Wrong – 1:58 (Harvey Gerst, Roger McGuinn)
3. Set You Free This Time – 2:49 (Gene Clark)
4. Lay Down Your Weary Tune – 3:30 (Bob Dylan)
5. He Was a Friend of Mine – 2:30 (Tradizionale con testi aggiunti di Roger McGuinn)
6. The World Turns All Around Her – 2:13 (Gene Clark)
7. Satisfied Mind – 2:26 (Red Hayes, Jack Rhodes)
8. If You're Gone – 2:45 (Gene Clark)
9. The Times They Are A-Changin' – 2:18 (Bob Dylan)
10. Wait and See – 2:19 (David Crosby, Roger McGuinn)
11. Oh! Susannah – 3:03 (Roger McGuinn)
12. The Day Walk (Never Before) – 3:00 (Gene Clark) – Bonus Track
13. She Don't Care About Time – 2:29 (Gene Clark) – Bonus Track - First Version
14. The Times They Are A-Changin' – 1:54 (Bob Dylan) – Bonus Track - First Version
15. It's All Over Now, Baby Blue – 3:03 (Bob Dylan) – Bonus Track - Version 1
16. She Don't Care About Time – 2:35 (Gene Clark) – Bonus Track - Version 1
17. The World Turns All Around Her – 2:12 (Gene Clark) – Bonus Track - Alternate Mix
18. Stranger in a Strange Land – 3:04 (David Crosby) – Bonus Track - Instrumental

- Brano bonus CD #12: registrato il 14 settembre 1965
- Brano bonus CD #13: registrato il 23 agosto 1965
- Brano bonus CD #14: registrato il 28 giugno 1965
- Brano bonus CD #15: registrato il 28 giugno 1965
- Brano bonus CD #16: registrato il 28 giugno 1965
- Brano bonus CD #17: registrato il 23 agosto 1965
- Brano bonus CD #18: registrato il 18 settembre 1965[19]

## Formazione
- Roger McGuinn - chitarra a 12 corde, voce
- Gene Clark - tamburello, voce
- David Crosby - chitarra ritmica, voce
- Chris Hillman - basso, voce
- Michael Clarke - batteria[20]